# Aeroporto Internacional Alfonso Bonilla Aragón
O Aeroporto Internacional Alfonso Bonilla Aragón (código IATA: CLO, código OACI: SKCL) também conhecido como Aeroporto Internacional de Palmaseca está localizado no município de Palmira e serve a capital do Valle do Cauca, a cidade de Cáli, na Colômbia, w está conectado com a Rodovia Cali-Palmira. Foi inaugurado em 1971 e é o segundo aeroporto em mobilidade de passageiros na Colômbia, depois do Aeroporto Internacional El Dorado e o terceiro de carga, superado pelo aeroporto da atup: El Dorado de Bogotá, o aeroporto José Maria Córdova da cidade de Medellín.

## Companhias aéreas e destinos

### Destinos de passageiros
| Companhias                       | Cidades | Aliança       |
| -------------------------------- | --- | ------------- |
| Aerolínea de Antioquia 1 destino | Doméstico (1): Quibdó                                                                                           | N/A           |
| Avianca 8 destinos               | Domésticos (6): Barranquilla / Bogotá / Cartagena / Medellín / Pasto / Tumaco Internacionais (2): Madri / Miami | Star Alliance |
| Copa Airlines Colômbia 1 destino | Internacional (1): Cidade do Panamá                                                                             | Star Alliance |
| LATAM Colômbia 2 destinos        | Domésticos (2): Bogotá / Ilha de San Andrés                                                                     | Oneworld      |
| Satena 4 destinos                | Domésticos (4): Florencia / Guapí / Puerto Asís / Tumaco                                                        | N/A           |
| VivaColombia 4 destinos          | Domésticos (4): Bogotá / Cartagena / Medellín / Ilha de San Andrés                                              | N/A           |
| Wingo 2 destinos                 | Doméstico (1): Ilha de San Andrés Internacional (1): Cidade do Panamá                                           | N/A           |
| American Airlines 1 destino      | Internacional (1): Miami                                                                                        | Oneworld      |
| Avianca Ecuador 1 destino        | Internacional: (1) Guaiaquil                                                                                    | Star Alliance |
| Avianca El Salvador 1 destino    | Internacional: (1) San Salvador                                                                                 | Star Alliance |
| Avianca Perú 1 destino           | Internacional: (1) Lima                                                                                         | Star Alliance |
| Iberia 1 destino                 | Internacional (1): Madri (Suspende abril de 2017)                                                               | Oneworld      |
| TAME 1 destino                   | Internacional: (1) Esmeraldas                                                                                   | N/A           |

### Destinos de Carga

#### Linhas Aéreas Colombianas
- Aerosucre
  - Bogotá
  - Medellín
- Arkas
  - Bogotá
  - Medellín
- Linhas Aéreas Suramericanas
  - Bogotá
  - Medellín
  - Miami
- TAMPA
  - Barranquilla
  - Bogotá
  - Medellín
  - Miami

#### Linhas Aéreas Estrangeiras
- Centurion Air Cargo
  - Miami
- Cielos Airlines
  - Caracas
  - Miami
- Florida West International Airways
  - Miami
- Gemini Air Cargo
  - Miami
- Martinair
  - Lima
  - Miami
- South Winds Cargo
  - Miami
- Trade Winds Cargo
  - Miami

## Ligações Externas
- Página oficial do aeroporto
- AZ World Airports (em inglês)